# Tomasz Herkt
Tomasz Hieronim Herkt (ur. 15 grudnia 1956 w Poznaniu) – polski koszykarz, po zakończeniu kariery zawodniczej trener koszykówki, który doprowadził kobiecą reprezentację Polski do tytułu mistrza Europy w 1999, a kobiece drużyny Olimpii Poznań i Polpharmy Gdynia do mistrzostwa Polski.

## Życiorys

### Zawodnik
Od 1972 występował w Warcie Poznań, zdobył z tą drużyną mistrzostwo Polski juniorów w koszykówce (1974), a do 1977 grał w jej barwach w II lidze seniorów. Od 1977 do 1986 występował w drużynie AZS Poznań. Ukończył studia na Akademii Wychowania Fizycznego w Poznaniu.

### Trener klubowy (kobiety)

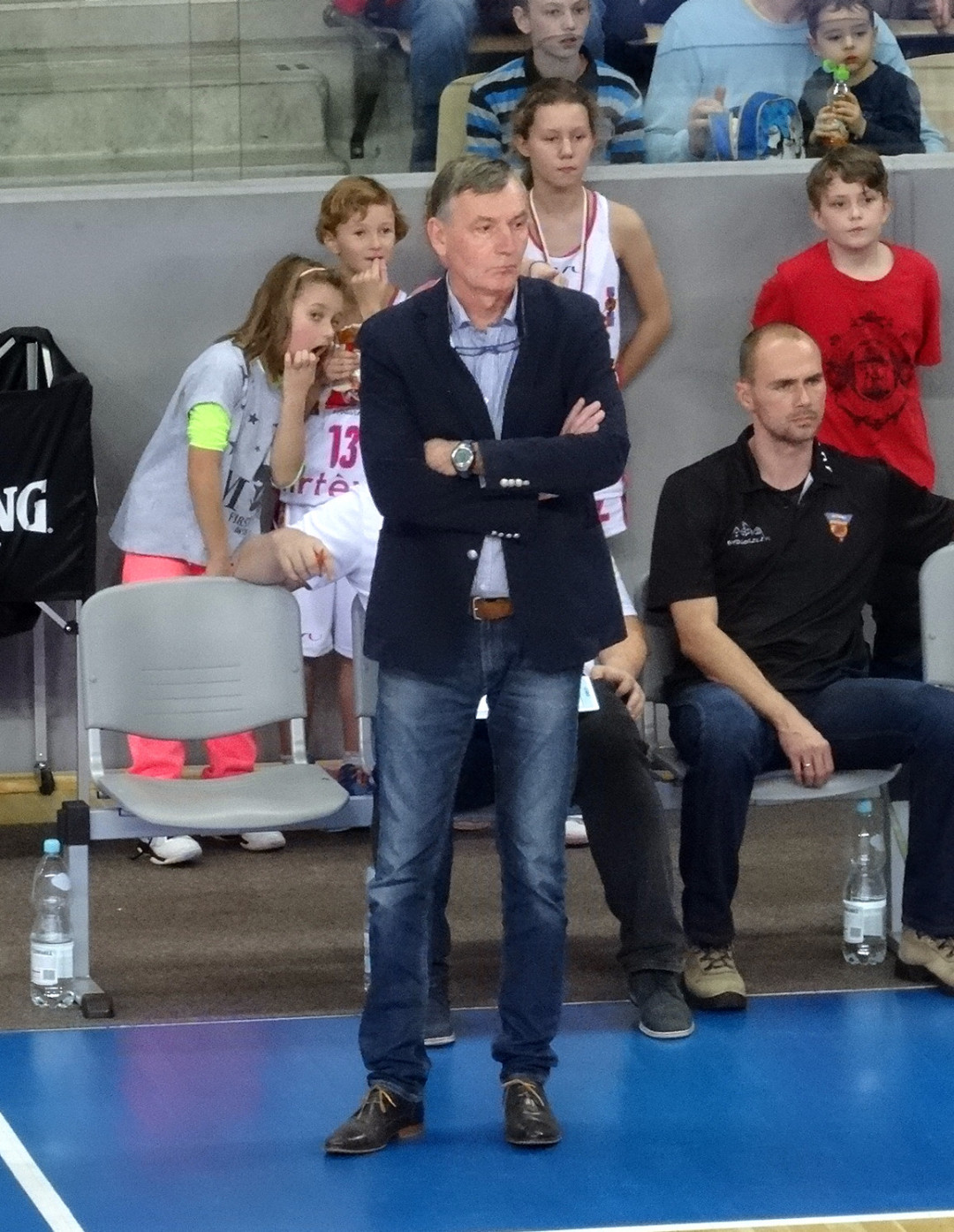
Herkt w roli trenera Artego Bydgoszcz w 2015 roku.

od 1982 pracował w Studium WF Uniwersytetu im. Adama Mickiewicza w Poznaniu. W styczniu 1986 został asystentem Piotra Langosza w kobiecej drużynie Olimpii Poznań i miał udział w awansie tej drużyny do I ligi, a następnie w dwóch brązowych medalach mistrzostw Polski (1988, 1989 i 1990). W sezonie 1990/91 został pierwszym trenerem tej drużyny i zdobył następnie kolejne dwa brązowe medale (1991 i 1992). W sezonie 1992/93 dotarł ze swoim klubem do finału Pucharu Ronchetti, a także zdobył pierwszy raz mistrzostwo Polski, W sezonie 1993/94 powtórzył mistrzostwo Polski oraz dotarł do turnieju finałowego Pucharu Europy, zajmując w nim trzecie miejsce. W 1995 sięgnął z drużyną po wicemistrzostwo, a w 1996 po brązowy medal. Z poznańskiego klubu odszedł po zakończeniu sezonu 1996/97, następnie pracował jako w klubie Stilon Gorzów. W 1998 został trenerem Foty Porty (następnie Polpharmy) Gdynia. i poprowadził ją dwukrotnie do mistrzostwa Polski (1999, 2000). Po odpadnięciu drużyny w ćwierćfinale Euroligi wiosną 2001 został zwolniony z pracy przed półfinałami rozgrywek ligowych, miał jednak niewątpliwy udział w kolejnym mistrzostwie Polski zdobytym w tym roku. W sezonie 2003/04 objął posadę szkoleniowca Starego Browaru AZSu Poznań i zdobył z tą drużyną wicemistrzostwo Polski. W 2005 roku powrócił do PLKK jako trener koszykarek Włókniarza Pabianice. W sezonie 2007/08 był trenerem Wisły Kraków, z której odszedł po nieudanych występach w Eurolidze przed zakończeniem sezonu, w którym Wisła z nowym trenerem sięgnęła ostatecznie po mistrzostwo Polski.
W sezonie 2012/13 został trenerem Artego Bydgoszcz. W swoim pierwszym sezonie zdobył z zespołem historyczny brązowy medal. Rok później Artego kolejny raz stanęło na najniższym miejscu podium. W sezonie 2014/15 Artego zdobyło wicemistrzostwo Polski, przegrywając w finale z Wisłą Kraków.
W sezonie 2015/2016 Artego zajęło pierwsze miejsce w tabeli, a on sam został wybrany najlepszym trenerem sezonu zasadniczego.
7 maja 2018 podpisał kolejną umowę z Artego Bydgoszcz.
30 września 2021 roku odznaczony Krzyżem Oficerskim Orderu Odrodzenia Polski.

### Trener reprezentacji (kobiety)
W latach 1996–2003 był trenerem kobiecej reprezentacji Polski seniorek. Prowadził ją na mistrzostwach Europy w 1999 (1. miejsce), 2001 (6. miejsce) i 2003 (4. miejsce), oraz na Igrzyskach Olimpijskich w Sydney w 2000 (8. miejsce).

### Trener klubowy (mężczyźni)
W sezonie 2004/2005 pracował jako asystent Wojciecha Krajewskiego w Astorii Bydgoszcz, z którą zajął 6 pozycję w Polskiej Lidze Koszykówki. Od marca 2008 pełnił funkcję asystenta trenera Mirosława Lisztwana w zespole Energa Czarni Słupsk, a w czerwcu został trenerem w Zastalu Zielona Góra, z którym w roku 2010 awansował do TBL i gdzie pracował do lutego 2011. W lipcu 2011 został trenerem AZS Koszalin, ale odszedł z tego klubu w grudniu tego samego roku.

### Wyróżnienia
Odznaczony Krzyżem Kawalerskim (1999) i Oficerskim (2021) Orderu Odrodzenia Polski.

## Osiągnięcia
Na podstawie, o ile nie zaznaczono inaczej.

### Zawodnicze
- Mistrz Polski Juniorów z Wartą Poznań (1974)

### Trenerskie

#### Koszykówka kobiet
Drużynowe
- Wicemistrz Pucharu Ronchetti (1993)
- 3. miejsce w Pucharze Europy Mistrzyń Krajowych (1994)
- Mistrzostwo Polski (1993, 1994, 1999, 2000)
- Wicemistrzostwo Polski (1995, 2004, 2015, 2016, 2018, 2020)
- Brązowy medal mistrzostw Polski (1988^, 1989^, 1990, 1991, 1992, 1996, 2006, 2013, 2014)
- 1/4 finał Euroligi (2001)

Reprezentacja kobiet
- Mistrzostwo Europy (1999)
- Uczestnik:
  - igrzysk olimpijskich (2000 – 8. miejsce)
  - mistrzostw Europy (1999, 2001 – 6. miejsce, 2003 – 4. miejsce)

Indywidualne
- Trener Roku PLKK (2016, 2018[16])
- Najlepszy Polski Trener według Przeglądu Sportowego (1993, 1999)[17]
- Trener drużyn podczas meczu gwiazd PLKK (2001, 2005, 2008)
- Asystent trenera podczas meczu gwiazd PLKK (2015)

#### Koszykówka mężczyzn
- Awans do PLK z Zastalem Zielona Góra (2010)

^ – jako asystent trenera